# The Mirror (Zona crepusculară)
The Mirror este episodul 71 al serialului american Zona crepusculară. A fost difuzat pe 20 octombrie 1961 pe CBS.

## Prezentare

### Introducere
| “ | Acesta este chipul lui Ramos Clemente, acum un an un biet muncitor al țărânei fără barbă și fără nume, brăzdând pământul unui străin din spatele unui catâr. Și-a ridicat privirea spre Soarele fierbinte al Americii Centrale și a jurat imposibilul. A jurat că va sta în fruntea unei armate răzbunătoare, înfruntând tirania care i-a creat dureri în spate și agonie în ochi, iar în prezent, un an mai târziu, visul imposibil a devenit realitate. Într-o clipă, vom privi în această oglindă și vom vedea urmările unui revolte în Zona crepusculară. | ” |

### Intriga
Într-o dictatură din America Centrală, Ramos Celemente și cei patru confidenți ai săi - D'Alessandro, Garcia, Tabal și Crist - organizează o revoluție de succes împotriva regimului condus de generalul De Cruz. Clemente îl înfruntă pe general și sărbătorește victoria, însă De Cruz îi spune acestuia că va deveni în curând conștient de consecințele unei guvernări autoritare. De asemenea, menționează că oglinda sa ornamentată are abilitatea de a-i dezvălui inamicii celui care privește în ea, dar Clemente refuză să-i creadă vorbele.
Când Clemente implementează aceleași politici represive utilizate de regimul precedent, o ruptură apare între acesta și prietenii săi, în prezent șefi în guvern. O problema particulară este reprezentată de ordinul lui Clemente de a executa⁠(d)  toți prizonierii declarați inamici ai statului⁠(d). Când Clemente privește în oglindă, aceasta îi dezvăluie că toți cei patru confidenți ai săi plănuiesc să-l asasineze. Acesta este convins că oglinda reflectă adevăratele lor cugetări și îi acuză de presupuse crime viitoare. Deși aceștia neagă toate acuzațiile, Clemente îi ucide pe doi dinte ei și ordonă ca ceilalți doi să fie uciși de subordonații săi.
Mai târziu, Clemente este abordat de un preot prezentat drept Părintele Tomas, care îi roagă să pună capă execuțiilor. Acesta refuză, spunând că atâta timp cât va avea dușmani, execuțiile vor continua. Totuși, Clemente cere sfatul preotului, dar răspunsul primit - și anume că toți tiranii⁠(d)  au un singur inamic pe care îl recunosc mult prea târziu - nu îi aduce alinare. Clemente privește din nou în oglindă și se vede doar pe sine. Pune mâna pe pistol și sparge oglinda. Preotul, aflat în fața biroului lui Clemente, aude distrugerea oglinzii. La scurt timp după, se aude o împușcătură. Preotul intră în biroul liderului și găsește trupul neînsuflețit al lui Clemente pe podea, cu o armă în mână. „Ultimul asasin”, spune el, „și nu se învață minte niciodată”.

### Concluzie
| “ | Ramos Clemente, un pretins zeu în salopetă, sugrumat de o iluzie, acel utopism care atârnă în fața ochilor tuturor oamenilor ambițioși, tuturor tiranilor - și orice asemănare cu tiranii morți sau în viață este o coincidență, indiferent dacă este ne raportăm la lumea aceasta sau la Zona crepusculară. | ” |

## Distribuție
- Peter Falk - Ramos Clemente
- Will Kuluva - generalul De Cruz
- Richard Karlan - D'Alessandro
- Vladimir Sokoloff - părintele Tomas
- Antony Carbone - Cristo
- Rodolfo Hoyos Jr. (creditat Rodolfo Hoyos) - Garcia
- Arthur Batanides - Tabal